# 斯卡 (鋼之煉金術師)
斯卡（Scar），或意譯作傷疤，是《鋼之鍊金術師》的其中一個人物。

## 配音員
- 日語：置鮎龍太郎→三宅健太
- 台灣：魏伯勤
- 香港：陳欣, 王祖藍 (DVD)

## 設定

### 共同設定
伊修瓦爾武僧，因為額頭有交叉傷痕而被稱作「傷疤男」（香港稱作「傷疤人」），原名因為他使用鍊金術背棄信仰而捨去（「斯卡」即英語的傷疤「Scar」，並非本名）。右手有隱藏了破壞力量的刺青，是在被紅蓮之鍊金術師佐魯夫·J·金普利重創時，哥哥用自己的右手移植到他身上救了他，但哥哥也因此死亡。根據愛德華·艾力克的說法，鍊金術分為「理解、分解、再構成」三步驟，而斯卡則是在分解這步驟便停止鍊成，達到破壞物體的效果。

### 動畫第一作設定
在伊修巴爾內亂期間帶著兄長和族人離開時被金布里追殺，額頭皮膚和右手被鍊成炸彈，兄長死前把自己藏有族人靈魂、未完成的賢者之石的右臂移植到他身上，上面的鍊成陣除了破壞，亦有吸收血紅之石進體內鍊成賢者之石的功能，但在吸收期間無法同時進行破壞。另外對兄長的情人一直隱藏感情。
在內亂結束後隱姓埋名，矢志對付國家鍊金術師，不斷在中央市行兇，迫得中央全體國家鍊金術師隨大總統移師東方司令部，於是斯卡到東部繼續行動；在追殺愛德華時被馬可以賢者之石擲向右手手心，暫時阻止了手臂鍊成陣的發動，迫使他放棄殺人逃走。之後在中央圖書館第一分館，遇到前來查閱馬可醫生資料的拉斯多和庫拉多尼，在二人夾擊下受傷，打鬥亦引發大火焚毀分館。負傷逃走後被貧民窟的伊修巴爾少年所救。
在發現愛德行踪後闖入中央圖書館，並追踪到第五研究所，無意中解救了被66號（巴利屠夫）擾亂心神落入下風的艾爾。在目睹愛德在人造人脅持艾爾之下，仍拒絕用死囚鍊成賢者之石後，出手幫助艾力克兄弟逃走。自己再次負傷逃回貧民窟，卻遭僱傭兵追擊並擄走伊修巴爾小孩，於是和艾爾一起追尋僱傭兵基地，並與艾力克兄弟合力打敗僱傭兵和66號。其後護送族人到達南方奇修亞外貧民窟。在向兄長師傅打聽賢者之石情報時遭尤基認出並向中央舉報，但在馬斯坦古率兵前來搜捕時他已出發前往東南部。
與萊拉（實為但丁）合計在利奧爾畫出巨大的鍊成陣，欲引軍隊入城後把他們鍊成賢者之石。與金普利對戰被艾爾阻止，結果左臂被金普利鍊成炸彈，為證明人類體內不是空空如也而分解自己的左手，並乘機重創金布里。因金布里臨死前把阿爾馮斯·艾力克鍊成炸彈，為救艾爾不惜犧牲右手與他結合；之後為拉斯多擋下軍隊子彈，並在臨死前發動里奧爾的鍊成陣，以入城的七千軍人把艾爾鍊成賢者之石。

### 漫畫及動畫第二作設定
在漫畫版第61話中（相當於第二作FA版本動畫第22話中演出的劇情），完整說明了斯卡右臂的故事。斯卡的兄長右臂（尚未換給斯卡之前）上的鍊成陣，代表「分解」。而左手則為「構成」的鍊成陣。当内战中斯卡失去右臂濒死时，就是哥哥用左手的「構成」刺青，將自己的右手接到斯卡身上的。而溫莉雙親正在治療斯卡和其他伊修瓦爾的傷者期間被斯卡所殺死。之後在尋找到其兄長所遺留的鍊金術中，發現兄長左手構成的鍊成陣，並在自己的左手也紋上相同的鍊成陣。
故事早期只是不斷殺死國家鍊金術師，在幾次跟人造人交涉後便被盯上，腹背受敵。能以一人之力抗衡馬斯坦古、阿姆斯壯少校、愛力克兄弟四人（但馬斯坦古因為天雨而無法施展鍊金術），之後在東城下水道被庫拉多尼和拉斯多打至重傷。養好傷後遇上尤基和東方新國來的張梅；之後又被愛德引出來，與他劇戰時遇見溫莉並得悉她是諾貝爾夫婦遺孤，對自己以仇恨不斷殺戮的決定開始產生動搖。之後在張梅協助下逃脫並找到父親大人（燒瓶裡的小人）；一輪激戰後托付張梅給阿爾，自行逃走時救走被囚的提姆·馬可，於是先後在愛德及馬可口中得知伊修瓦爾之戰的部份真相。
與張梅重聚後讓她和馬可北上尋找兄長筆記，自己則前往西部引開金普利的追兵。將金普利擊退後到北方會合二人，卻再遇愛力克兄弟和溫莉，在邁爾斯勸解下改變想法跟他們合作。穿越了通道後被追上來的阿爾告知不能回去北部要塞，便匿藏至附近伊修瓦爾人聚居地。隨著「約定之日」臨近，跟張梅、馬可和阿爾成功破解兄長研究所得，足以對抗父親大人的逆轉鍊成陣，並跟馬可等設計擊倒恩維，讓張梅帶著恩維回新國。之後和馬可跟眾人分開，前往各地聯絡離散的伊修巴爾人計劃行動，再前往利奧爾會合眾人。
在「約定之日」，跟愛德等殺入中央，解決了一大堆不死士兵，在地底協助大戰金牙博士，又跟已受傷的拉斯（肯格·布拉多萊）奮力交戰，在身受重傷之下將之擊殺。在亞美斯多利斯國民靈魂獲釋後發動逆轉鍊成陣，成功突破父親大人封印鍊金術的能力，使愛德華等人得以反擊。
在故事終章，斯卡被奧莉薇·米拉·阿姆斯壯假造身亡而帶走，並在阿姆斯壯大宅中養傷。之後接受阿姆斯壯少將的要求，與邁爾斯共同協助實施復興伊修瓦爾的政策，過去的經歷也被少將動用關係抹消。